# Лежнёвка
Лежнёвка — исчезнувший посёлок в Гайнском районе Пермского края. Входил в состав Серебрянского сельсовета.
Также лежнёвка — настланная из брёвен дорога.

## Географическое положение
Располагался ниже спецпосёлка Дозовка по течению реки Дозовки.

## История
Основан высланными на Урал раскулаченными крестьянами. Существовал в 1929—1930 годах.